# Baleka Mbete
Baleka Mbete (ou Baleka Mbete-Kgositsile), née le 24 septembre 1949, est une femme d'État sud-africaine, présidente de l'Assemblée nationale d'Afrique du Sud de 2004 à 2008 puis vice-présidente de la République du 25 septembre 2008 au 9 mai 2009.
Présidente nationale du congrès national africain (ANC) de 2007 à 2017, elle est de nouveau présidente (Speaker) de l'Assemblée nationale d'Afrique du Sud du 21 mai 2014 au 29 mai 2019.

## Biographie
Baleka Mbete obtient un diplôme d'enseignant au Lovedale Teachers' College et enseigne à Durban.
Elle est également actionnaire de Dyambu Holdings, entreprise impliquée dans la construction du réseau de transport en commun Gautrain dans la province de Gauteng.
Baleka Mbete doit s'exiler au Swaziland. Elle enseigne à Mbabane et continue à travailler pour l'ANC dans différentes villes africaines telles que Dar es Salaam, Nairobi, Gaborone, Harare et Lusaka.
Elle dirige par la suite le Medu Art Ensemble, est secrétaire générale de la ligue des femmes de l'ANC de 1991 à 1993 et vice-présidente de l'Assemblée nationale d'Afrique du Sud de 1996 à 2004.
Mbete est membre de la Commission de la vérité et de la réconciliation, du comité exécutif national de l'ANC et du Parlement panafricain.
De 2007 à 2017, elle est présidente nationale (national chairperson) de l'ANC, Jacob Zuma étant président de ce parti.

## Vice-présidente de la République
Le 20 septembre 2008, l'ANC demande formellement à Thabo Mbeki de démissionner de son poste de président de la République. Baleka Mbete recueille la démission de Mbeki le lendemain.
Jusqu'au 22 septembre 2008, Mbete est pressentie pour succéder à Mbeki à la présidence de la République, ce qui aurait fait d'elle la première femme chef de l'État de l'histoire de l'Afrique du Sud. Cependant l'ANC décide que Kgalema Motlanthe, vice-président du parti, soit élu président. Le 23 septembre 2008, après la démission de la vice-présidente Phumzile Mlambo-Ngcuka, la SABC annonce que Baleka Mbete est la candidate la plus probable à ce poste, bien que d'autres rapports citent le nom de Lindiwe Sisulu.
Baleka Mbete est finalement nommée vice-présidente par le président Kgalema Motlanthe le 25 septembre 2008.

## Controverses
En avril 1997, il est révélé que Mbete avait obtenu un permis de conduire émis anormalement. Ceci fut révélé après que des enquêteurs eurent découvert une vaste affaire de corruption dans les centres d'examen des permis de conduire de la région de Mpumalanga. Des permis étaient délivrés en échange de pots-de-vin. Mbete déclara qu'elle était trop occupée pour faire la queue.
Mbete fait partie des 200 parlementaires sud-africains impliqués dans le scandale du Travelgate. Ces personnes auraient abusé des subventions de voyage accordées aux parlementaires.
En 2006, Mbete affrète un jet pour un coût de 471 900 rands (environ 50 000 euros) afin de se rendre à l'investiture d'Ellen Johnson-Sirleaf à la présidence de la république du Liberia. Le seul autre passager est un membre de son équipe. Le président Thabo Mbeki et la ministre des Affaires étrangères, Nkosazana Dlamini-Zuma, se rendent également à l'investiture, le président avec son avion privé et le ministre en prenant un vol commercial.
En 2007, Baleka Mbete, alors présidente de l'Assemblée nationale, suspend du Parlement Mike Waters, membre de l'Alliance démocratique, après que ce dernier a demandé ce qui avait été fait concernant le scandale Manto Tshabalala-Msimang.